# 아나이스 델바
아나이스 델바(Anaïs Delva, 1986년 5월 15일 ~ )는 프랑스의 가수, 배우이다.